# Việt Dân
Việt Dân là một xã thuộc thành phố Đông Triều, tỉnh Quảng Ninh, Việt Nam.

## Địa lý
Xã Việt Dân có vị trí địa lý:
- Phía đông giáp phường Đức Chính và phường Tràng An
- Phía tây giáp phường Bình Dương và phường Thủy An
- Phía nam giáp phường Hồng Phong
- Phía bắc giáp xã An Sinh.

Xã Việt Dân có diện tích 7,22 km², dân số năm 2022 là 8.830 người, mật độ dân số đạt 699 người/km².

## Hành chính
Xã Việt Dân được chia thành 9 thôn: Khê Thượng, Tân Thành, Phúc Thị, Đồng Ý, Cửa Phúc, Thanh Bình, An Trại.

## Lịch sử
Ngày 2 tháng 10 năm 1958, Ủy ban hành chính khu Hồng Quảng ban hành Quyết định số 4532-TCCB về việc thành lập xã Tân Phúc trên cơ sở 5 thôn: Tân Lập, Phúc Đa, Hổ Lao, Cái Trai, Đồng Tranh của xã Việt Dân.
Xã Việt Dân còn lại 3 thôn: Đông Khê Thượng, Đông Khê Hạ, Đông An và 3 trại: Đông Ý, Phúc Thị, Cửa Phúc.
Ngày 11 tháng 3 năm 2015, Ủy ban Thường vụ Quốc hội ban hành Nghị quyết số 891/NQ-UBTVQH13 về việc thành lập thị xã Đông Triều thuộc tỉnh Quảng Ninh. Xã Việt Dân trực thuộc thị xã Đông Triều.
Ngày 28 tháng 9 năm 2024, Ủy ban Thường vụ Quốc hội ban hành Nghị quyết số 1199/NQ-UBTVQH15 về việc sắp xếp đơn vị hành chính cấp huyện, cấp xã của tỉnh Quảng Ninh giai đoạn 2023 – 2025 (nghị quyết có hiệu lực từ ngày 1 tháng 11 năm 2024). Theo đó:
- Sáp nhập toàn bộ 5,62 km² diện tích tự nhiên và quy mô dân số là của 4.043 người của xã Tân Việt vào xã Việt Dân.
- Thành lập thành phố Đông Triều thuộc tỉnh Quảng Ninh. Xã Việt Dân trực thuộc thành phố Đông Triều.

Xã Việt Dân có 12,63 km² diện tích tự nhiên và quy mô dân số là 8.830 người.